# Carl Gotthelf Todt

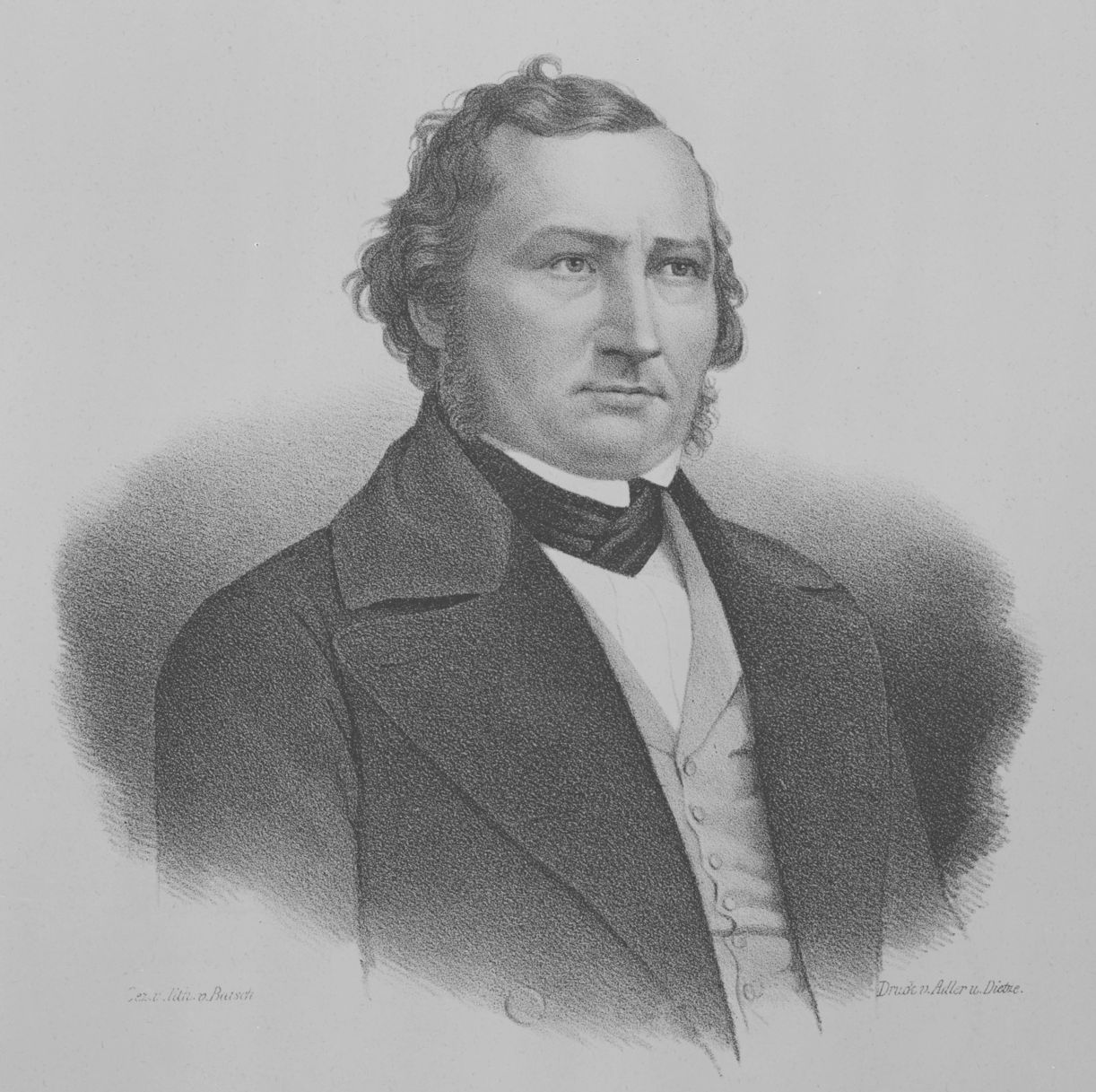
Carl Gotthelf Todt (1803–1852)

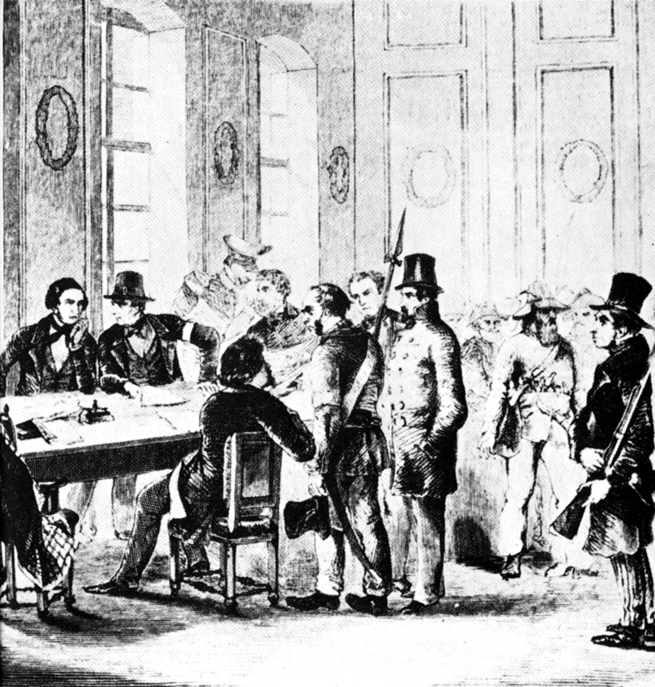
Die Mitglieder der Provisorischen Regierung: vorne sitzend Michail Bakunin, hinten sitzend von links Otto Leonhard Heubner, Carl Gotthelf Todt und Samuel Erdmann Tzschirner

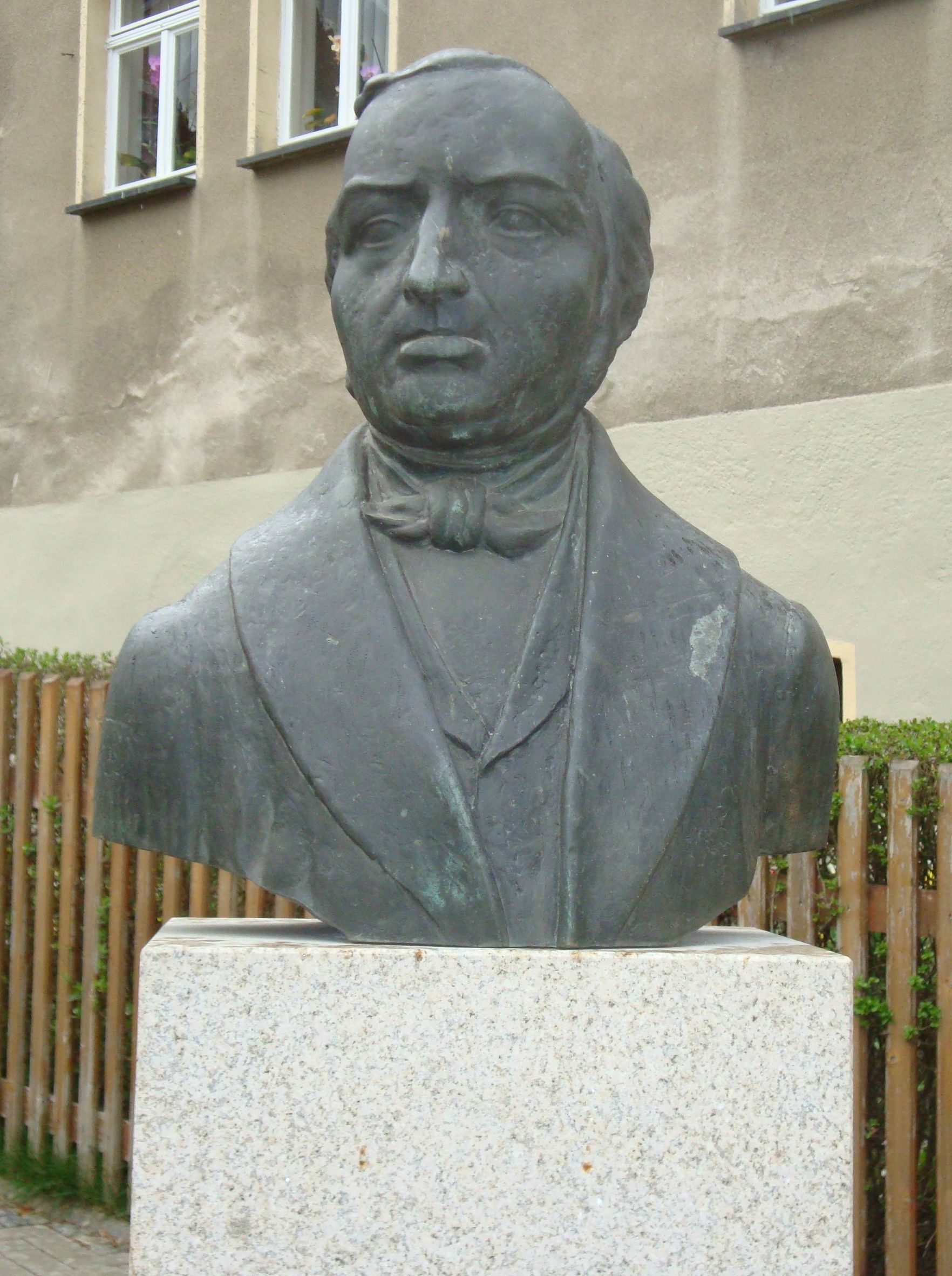
Büste in Adorf

Carl Gotthelf Todt, auch Carl Gottlob Todt, (* 20. Oktober 1803 in Auerbach/Vogtl.; † 10. März 1852 in Riesbach bei Zürich) war ein deutscher Jurist und Politiker.

## Leben
Der Sohn eines Musselinwebers, der nebenbei noch eine Schankwirtschaft gepachtet hatte, erhielt seine erste Schulbildung an der Bürgerschule und an zwei Privatschulen seiner Heimatstadt Auerbach. Eigentlich hätte er das Tischlerhandwerk erlernen sollen, wurde jedoch 1817 von dem Advokaten Wehner zum Schreiber angenommen. 1820 trat er in Plauen in das dortige Gymnasium ein. Einen Teil seines Unterhalts verdiente er sich durch das Erteilen von Unterricht. Ostern 1824 nahm er an der Universität Leipzig ein Studium der Rechtswissenschaften auf, wurde jedoch 1826 wegen Verdachts der Theilnahme an verbotenen Verbindungen für zwei Jahre von der Alma Mater verwiesen; er war 1825 Mitglied der Alten Leipziger Burschenschaft geworden. Die Zeit des Verweises nutzte er zu einem eifrigen Studium zu Hause, so dass er im Februar 1829 eine sehr gute Prüfung ablegen konnte. Seit dem Winter 1828/29 gehörte er den Freimaurern an. Einer ersten Tätigkeit an der Leipziger Landstube folgte 1830 die Anstellung als Stadtschreiber in Treuen. Begünstigt durch die in diesem Amt gezeigte Umsicht und Entschiedenheit im Revolutionsjahr 1830 und die 1831 sich im Vogtland ausbreitende Not wurde er 1831 zum Stadtrichter von Treuen ernannt. Im folgenden Jahr wurde er zum Bürgermeister der Stadt Adorf gewählt, welches Amt er am 31. Oktober 1832 antrat. Vor Ort begründete er eine Stadtschule und wurde 1833 auch hier zum Stadtrichter gewählt, welches Amt er bis zum Erlöschen der städtischen Gerichtsbarkeit 1839 bekleidete.
1835 begründete er das liberale Adorfer Wochenblatt, das sich schnell im Vogtland verbreitete. Mit diesem und auch dem von ihm beeinflussten Blatt Die Ameise trug er zur Aufdeckung und Abstellung von Missbrauch in Verwaltungsabläufen bei und gelangte in Kontakt mit dem Leipziger Robert Blum. Als Vertreter des 18. städtischen Wahlkreises gehörte er von 1836 bis 1847 der II. Kammer des Sächsischen Landtags an und entwickelte sich schnell zum einzigen Oppositionsmann in der sächsischen Deputiertenkammer 1836/37 neben Julius von Dieskau. Dies äußerte sich insbesondere in seiner liberalen Umgestaltung eines vorgelegten Pressegesetzentwurfs 1839 und in einem Antrag auf Erlass einer die Beschwerden der Kammer enthaltenden Adresse an den sächsischen König. Arthur Frey beschreibt ihn folgendermaßen: „Todt ist ein liebenswürdiger Gesellschafter, mit reichem Witz begabt. Er ist mittelgroß, etwas derb gebaut, mit einnehmenden Zügen und mit einer Rede begabt, die, aus dem Herzen kommend, Herzen zu finden weiß.“ Bernhard Hirschel bezeichnet ihn 1846 als den „Führer der liberalen Parthei“, dem es gelang eine große und mächtige Partei um sich zu scharen. Weiterhin führt er aus: „Mit mehr Recht als mancher Fürst und mancher Minister heißt Todt ein Vater des Vaterlands. Er ist Mann des Volkes durch und durch. Ebenso schlicht und einfach wie seine äußere Erscheinung ist der Ausdruck seiner Rede.“

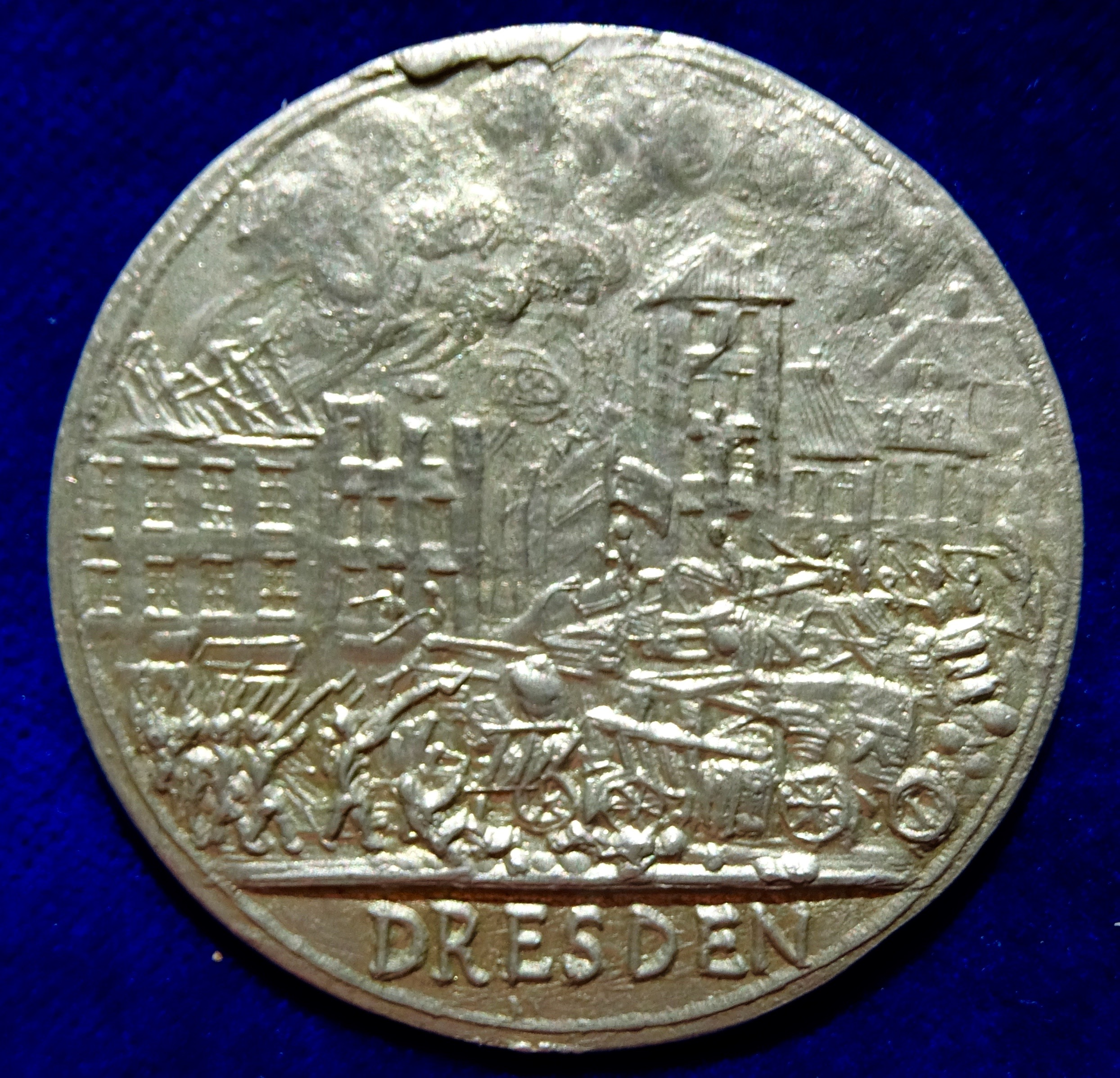
Medaille aus der Revolutionszeit einer Straßenschlacht beim Dresdner Maiaufstand, Vorderseite.

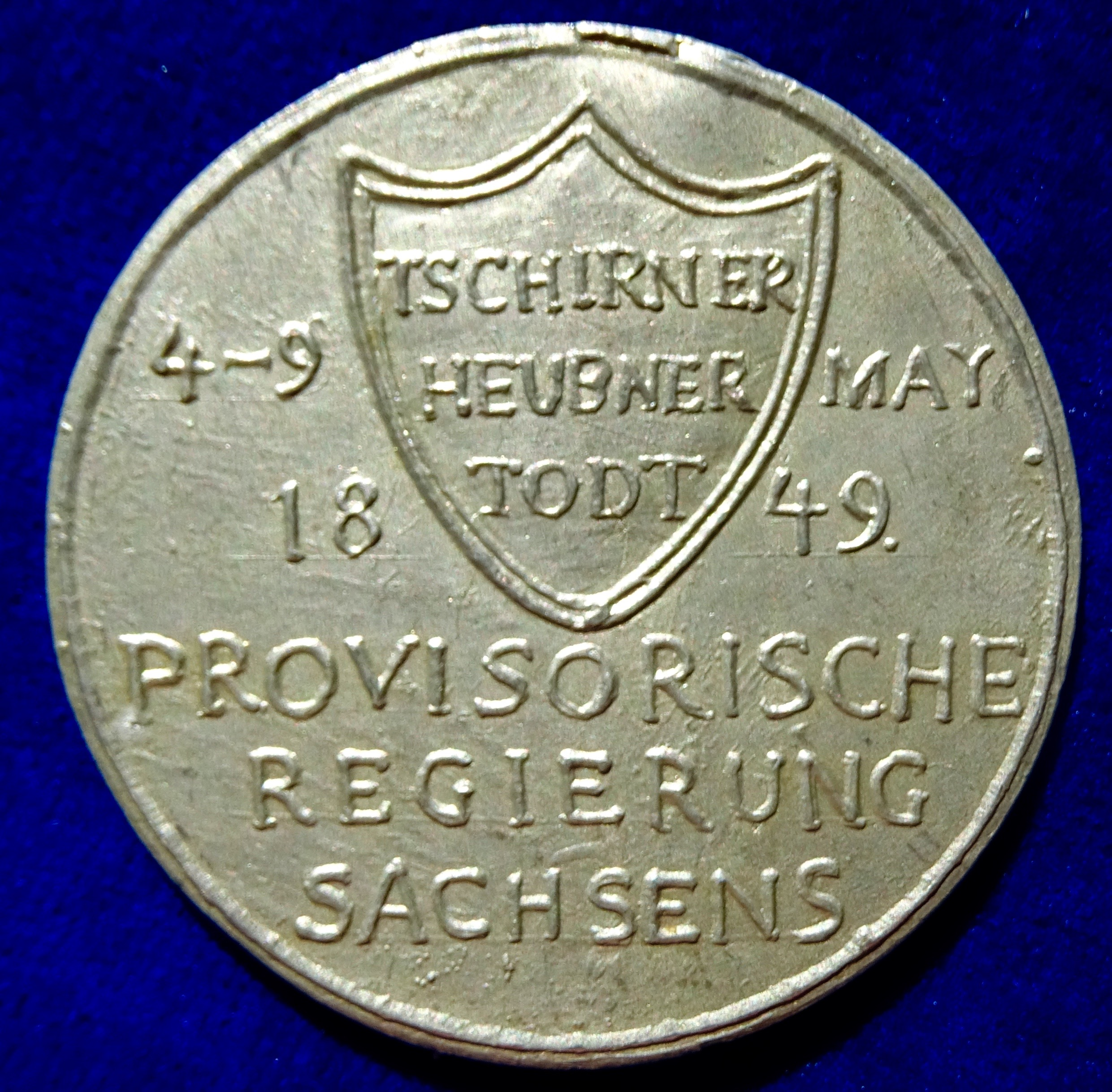
Die Rückseite dieser Medaille mit den Daten des Aufstandes und den Namen der Initiatoren der Provisorischen Regierung Sachsens, Tzschirner, Heubner und Todt.

Mit Beginn der 1848er Revolution wurde er in das Frankfurter Vorparlament entsandt. Von der am 16. März 1848 ins Amt getretenen Regierung unter Karl Braun wurde er als sächsischer Delegierter mit Ernennung zum Geheimen Regierungsrat in den Siebzehnerausschuss entsandt und war anschließend auch als Bundestagsgesandter aktiv. Dem Landtag 1849 gehörte er als Vertreter des 73., 74. und 75. Wahlbezirks in der I. Kammer an. Nachdem er von dem Kabinett unter Gustav Friedrich Held vom Bundestag zurückgerufen worden war, wurde ihm die Stelle eines Direktors im Sächsischen Innenministerium übertragen.
Während des Dresdner Maiaufstands gehörte Todt vom 4. bis zum 9. Mai 1849 neben Samuel Erdmann Tzschirner und Otto Leonhard Heubner der revolutionären Provisorische Regierung an. Nach der Niederschlagung des Aufstands verließ er heimlich Dresden und flüchtete in die Schweiz, wo er sich literarisch mit dem schweizerischen Strafrecht und Gemeindewesen befasste. Er starb im März 1852 in Riesbach bei Zürich.

## Ehrungen

Bürgermeister-Todt-Straße – Straßenschild vermutlich um 1930

In seiner Heimatstadt Adorf erinnern die Bürgermeister-Todt-Straße und eine Büste an ihn.